# Prokurator (prawo rzymskie)
Prokurator (łac. procurator) – w prawie rzymskim zastępca strony w procesie formułkowym ustanowiony bez ustalonych formalności lub bez obecności drugiej strony.
Zastępca ustanowiony uroczyście i w obecności strony przeciwnej nosił miano kognitor (cognitor).
Prokuratorem nazywany był też zarządca cesarskich dóbr lub prowincji.